# Ястребница шведская
Ястребница шведская (лат. Dioctria oelandica) — вид хищных двукрылых насекомых из рода Dioctria семейства ктырей, распространённый в Европе.

## Описание
Длина тела 13—16 мм. Лицо с блестящей срединной полосой. Крылья буроватые. Тергиты брюшка чёрные.

## Распространение
Встречается в Великобритании, Нидерландах, Франции, Дании, Швеции, Финляндии, Германии, Польше, Австрии, Венгрии, Албании, Болгарии. В европейской части России распространён от Ленинградской области на севере до Волгоградской — на юге